# STS-100
STS-100 var ett rymdfärjeuppdrag som genomfördes 2001 med rymdfärjan Endeavour. Den sköts upp från Pad 39A vid Kennedy Space Center i Florida den 19 april 2001. Efter nästan tolv dagar i omloppsbana runt jorden återinträdde rymdfärjan i jordens atmosfär och landade vid Edwards Air Force Base i Kalifornien.
Flygningen gick till Internationella rymdstationen, ISS.
Flygningens mål var att leverera och installera den kanadensiska robot"armen" Canadarm2.
Man levererade även annan utrustning och förnödenheter till rymdstationen med hjälp av modulen Raffaello som under några dagar var dockad med den amerikanska modulen Unity.
Under flygningen gjorde Chris Hadfield två rymdpromenader och blev därmed den förste kanadensare att göra en rymdpromenad.

## Väckningar
Under Geminiprogrammet började NASA spela musik för besättningar och sedan Apollo 15 har man varje "morgon" väckt besättningen med ett musikstycke, särskilt utvalt antingen för en enskild astronaut eller för de förhållanden som råder.
| Dag | Låt                             | Artist/Kompositör  |
| --- | ------------------------------- | ------------------ |
| 2   | "Then the Morning Comes"        | Smash Mouth        |
| 3   | "Danger Zone" tema från Top Gun | Kenny Loggins      |
| 4   | "Take It From Day to Day"       | Stan Rogers        |
| 5   | "Both Sides Now"                | Judy Collins       |
| 6   | "What a Wonderful World"        | Louis Armstrong    |
| 7   | "Con te partirò"                | Andrea Bocelli     |
| 8   | "Behind the Fog"                | Rysk folksång      |
| 9   | "Buckaroo"                      | Don Cain           |
| 10  | "Dangerous"                     | The Arrogant Worms |
| 11  | "Miles From Nowhere"            | Cat Stevens        |
| 13  | "True"                          | Spandau Ballet     |